# 科塔班巴斯省

科塔班巴斯省（西班牙語：Provincia de Cotabambas），是秘魯的省份，位於該國南部阿普里馬克大區，首府是坦博班巴，面積2,612平方公里，2007年人口45,771，人口密度每平方公里17.52人。